# Храм з ковчегом

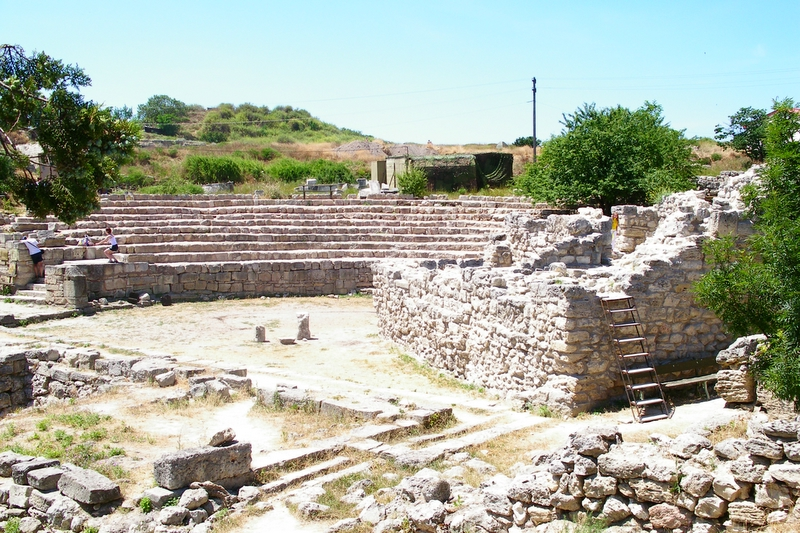
Ліворуч — Античний амфітеатр, праворуч — Храм з ковчегом

Храм з ковчегом — умовна назва храму, спорудженого в IV столітті в давньогрецькому місті Херсонес Таврійський. Храм було знайдено під час розкопок в місті в 1897 році.

## Історія
Назва «Храм з ковчегом» виникла під час розкопок 1897 року в зв'язку з тим, що у сховку під вівтарем було знайдено невеликий срібний ковчег (скриньку) з мощами. Херсонеський ковчег з 1900 року зберігається в Санкт-Петербурзькому Ермітажі.
Скринька була оздоблена карбованими зображеннями в медальйонах: на одному боці — Христос, Петро і Павло, на іншій — Богоматір і два архангела; з боків — юні святі (Сергій і Вакх або, можливо, Георгій і Димитрій). На кришці — чотири хрести. На дні зовні та на кришці зсередини — чотири клейма часу імператора Юстиніана. Мистецтвознавці датують цей ковчег-релікварій серединою VI ст.

## Архітектура
Храм має в плані форму равноконечного хреста. Храми такої будови зазвичай перекривалися куполом, який спирався на основу гілок хреста.
Східна (вівтарна) частина храму мала апсиду, до неї з двох сторін прилягали підсобні приміщення: праворуч — дяконник, ліворуч — жертовник з басейном, вирубаним з великого кам'яного блоку. На передній стінці басейну було виявлено рельєфний хрест, оздоблений двома кипарисами.
Усередині вівтаря, де знаходилася центральна апсида знаходився сінтрон — тобто три лави для священиків, розташовані півколом. Посеред сінтрона розташовувалось єпископське крісло. зроблене з двох масивних блоків каменю.
На захід від храму в XIII—XIV ст. були розташовані житлові будинки, які разом з храмом, були зруйновані внаслідок пожежі під час монголо-татарського набігу.

## Свідчення археолога
К. К. Косцюшко-Валюжинич у своєму звіті так згадує про відкриття в 1897 році храму й ковчега:
|  | … по середині фундаменту, у напрямку осі храму, було виявлено гробничку, старанно складену з черепиці, покладеної в 3 ряди на вапно, і закриту мармуровою плитою, зверху якої знаходився бетон, що служив основою для мармурової підлоги вівтаря. Тільки завдяки такому міцному покриттю гробнички, остання вціліла від усіх лих, що спіткали храм … На мармуровій дощечці, на якій стояв ковчег, лежали срібні деталі, що відпали від нього: гачечок із застібкою і дві завіси від кришки, а також залишки зітлілої тканини, в яку був загорнутий ковчег. Запрошений на місце розкопок настоятель монастиря, архімандрит Олександр, відкрив у присутності духовенства, завідувача розкопками пана Косцюшко-Валюжинича і робітників, ковчег, всередині якого виявилися загорнуті в зотлілу шовкову тканину частки мощей, які з належною урочистістю були перенесені в новий храм Св. Володимира. Частина мощей складалася з кісточок, мабуть, від пальців, за поясненням о. архімандрита, вони почорніли від вогню, тож імовірно, належать невідомому, поки, святому мученику за християнську проповідь, загиблому на багатті. |